# Pembrolizumab
Pembrolizumab, merknaam Keytruda, is een monoklonaal antilichaam, en wordt toegepast als een vorm van kankerimmunotherapie. Dit monoklonale antilichaam bindt aan de PD-1 receptor en doodt hiermee de tumorcel. Pembrolizumab wordt gebruikt bij verschillende soorten kanker, waaronder melanoom, longkanker, hoofd-halstumoren, hodgkinlymfoom en urotheelkanker (kanker aan het urotheel ofwel slijmvlies ofwel overgangsepitheel dat het nierbekken, de urineleider (ureter), de urineblaas en de urinebuis (urethra) bekleedt.).
Anno 2025 is het medicijn al jaren het best verkochte medicijn ter wereld. In 2028 loopt het voor Merck/MSD uit patent in de Verenigde Staten. Het geneesmiddel werd ontwikkeld door Organon in Oss en wordt na de overname door Merck/MSD nog steeds daar geproduceerd voor de hele wereld.